# Граф Фостера
Граф Фостера — двудольный 3-регулярный граф с 90 вершинами и 135 рёбрами.
Граф Фостера является гамильтоновым, имеет хроматическое число 2, хроматический индекс 3, радиус 8, диаметр 8 и обхват 10. Также является вершинно 3-связным и рёберно 3-связным.
Все кубические дистанционно-регулярные графы известны, граф Фостера — один из 13 таких графов. Граф является единственным дистанционно-транзитивным графом с массивом пересечений {3,2,2,2,2,1,1,1;1,1,1,1,2,2,2,3}. Граф можно построить как граф инциденций частично линейного пространства, которое является единственным тройным накрытием без восьмиугольников обобщённых четырёхугольников GQ (2,2).
Граф назван в честь Рональда Фостера, составившего список кубических симметричных графов (список Фостера), который включает граф Фостера.

## Алгебраические свойства
Группа автоморфизмов графа Фостера — это группа порядка 4320. Она действует транзитивно на вершины и рёбра графа, поэтому граф Фостера является симметричным. Граф имеет автоморфизмы, которые переводят любую вершину в любую другую и любое ребро в любое другое ребро. В списке Фостера граф Фостера, указанный как F90A, является единственным кубическим симметричным графом с 90 вершинами.
Характеристический многочлен графа Фостера равен {\displaystyle (x-3)(x-2)^{9}(x-1)^{18}x^{10}(x+1)^{18}(x+2)^{9}(x+3)(x^{2}-6)^{12}}.

## Галерея

Граф Фостера, раскрашенный таким образом, чтобы выделить различные циклы.
Хроматическое число графа Фостера равно 2.
Хроматический индекс графа Фостера равен 3.